# Langemark-Poelkapelle
Langemark-Poelkapelle és un municipi belga de la província de Flandes Occidental a la regió de Flandes.

## Seccions
| #          | Nom                                            | Extensió (km²) | Població (31/12/2006) |
| ---------- | ---------------------------------------------- | -------------- | --------------------- |
| I (IV) (V) | Langemark - Langemark - Madonna - Sint-Juliaan | 31,67          | 5.144                 |
| II         | Poelkapelle                                    | 15,29          | 2.051                 |
| III        | Bikschote                                      | 5,57           | 581                   |

Font: Ajuntament Langemark-Poelkapelle

## Localització

Mapa de Langemark-Poelkapelle

| - a. Ieper (Ieper) - b. Sint-Jan (Ieper) - c. Boezinge (Ieper) - d. Zuidschote (eper) - e. Noordschote (Lo-Reninge) - f. Merkem (Houthulst) - g. Houthulst - h. Staden - i. Westrozebeke (Staden) - j. Passendale (Zonnebeke) - k. Zonnebeke |